# The Empire of Diamonds
The Empire of Diamonds è un film muto del 1920 diretto da Léonce Perret. La sceneggiatura, firmata dallo stesso regista (anche produttore del film), si basa su Le Empire du diamant di Valentin Mandelstamm, romanzo pubblicato a Parigi nel 1914.

## Produzione
Il film, prodotto dalla casa di produzione di Léonce Perret, venne girato parte in Costa Azzurra (a Nizza, Montecarlo e Cap Martin), a Parigi, Londra e New York e a bordo di un transatlantico.

## Distribuzione
Il copyright del film, richiesto dalla Pathé Exchange, Inc., fu registrato il 2 dicembre 1920 con il numero LU15864.

Distribuito dalla Pathé Exchange, il film uscì nelle sale statunitensi il 19 dicembre 1920.
Non si conoscono copie ancora esistenti della pellicola che viene considerata presumibilmente perduta.